# Société d'étude et de développement des aéroglisseurs marins
La Société d'étude et de développement des aéroglisseurs marins (SEDAM) est fondée en 1965 par l'ingénieur français Jean Bertin, en collaboration avec plusieurs grands acteurs de l'industrie maritime, notamment la Compagnie Générale Transatlantique et les Chantiers de l'Atlantique. Cette initiative répond à la volonté d'étendre les recherches menées par la Société Bertin & Cie sur les technologies de véhicules à coussin d'air, un domaine où Bertin développe une approche unique basée sur un système de jupes multiples, un système de jupes souples améliorant la stabilité et la maniabilité des engins. La SEDAM a connu un grand succès au début des années 1970 avec ses aéroglisseurs, en particulier le N300, utilisé notamment sur la Côte d’Azur et en Gironde et le N500 pour des liaisons maritimes sur la Manche. Cependant, après des difficultés techniques et financières, l’entreprise a été contrainte de cesser ses activités en 1982.

## Historique

### Fondation de la SEDAM
À la fin des années 1950, deux ingénieurs, le Britannique Christopher Cockerell et le Français Jean Bertin, explorent des concepts distincts pour des véhicules à coussin d'air. Cockerell conçoit l'hovercraft SR-N1, qui traverse la Manche en 1959. Pendant ce temps, Jean Bertin et son équipe en France poursuivent une voie différente, expérimentant le concept de la multi-jupe souple.
Les recherches de Jean Bertin aboutissent à la création de plusieurs modèles expérimentaux d'aéroglisseurs :
- Terraplane BC4 (1962) : équipé de huit jupes souples coniques il est capable de transporter jusqu'a 1,5 tonnes de charge et de franchir des obstacles de 30 centimètres de haut [2], il pose les bases de la technologie des aéroglisseurs multi-jupes[4].

- Terraplane BC6 (1963) : un modèle de 3,5 tonnes muni de deux roues auxiliaires, conçu pour évoluer sur des terrains variés[5].

- Terraplane BC7 (1966): surnommé le «camion de piste», ce prototype doté de quatre roues est capable de transporter 2,5 tonnes à une vitesse de 50 à 80 km/h sur terre, et de se déplacer à 10 km/h sur l'eau[6].

- Terraplane BC8 (1966) : un engin de 2 tonnes qui peut atteindre 100 km/h sur l’eau et 50 km/h sur piste grâce à sa propulsion par deux hélices aériennes. Il comporte une coque en métal léger au-dessus de sept jupes souples[6].

À la suite des succès de ses premiers prototypes, la SEDAM (Société d’étude et de développement des aéroglisseurs marins) est fondée le 9 juillet 1965 comme filiale de la Société Bertin, en collaboration avec les Chantiers de l'Atlantique et la Compagnie Générale Transatlantique. Cette nouvelle structure au capital de 100000 francs  est spécialement dédiée à la conception et au développement d’aéroglisseurs marins et bénéficie du soutien de partenaires industriels ainsi que de plusieurs institutions publiques, notamment la Marine nationale et la SNCF. La SEDAM s’établit à Marignane, près de l’étang de Berre, un emplacement stratégique permettant des essais dans différents environnements. Intégrée au groupe Bertin, également à l'origine de projets technologiques comme l’Aérotrain, la SEDAM s’inscrit dans un contexte d’innovations. Sous la direction de Jean Bertin et d’Abel Thomas, la société oriente ses travaux vers des véhicules capables d’évoluer sur des terrains variés. Le 21 avril 1966, la SEDAM change de statut juridique pour devenir une société anonyme, accompagnée d’une augmentation de capital, porté à 1 037 500 francs. Ce changement s’inscrivait dans le cadre d’une décision stratégique, soutenue par la Défense nationale, la Marine marchande et le ministère de la Recherche scientifique, visant à concevoir un aéroglisseur marin de 30 tonnes, le N300, destiné à des usages civils et militaires.
À la fin des années 1960, la SEDAM opère dans un secteur très compétitif. Au Royaume-Uni, les hovercrafts comme les SR.N6 et SR.N4 connaissent un succès notable, soutenus par l’État. Aux États-Unis, l’intérêt grandissant pour les aéroglisseurs, après des études sur les hydroptères, se traduit par des projets ambitieux, dont le développement de modèles d'aéroglisseurs de 3 000 tonnes.

### Développements des aéroglisseurs
Les années suivant sa fondation la SEDAM développe plusieurs modèles de Naviplanes.
- Naviplane N101 (1965) : est une maquette pilotée de 420 kg, conçue à l’échelle 1/4 du futur N300[9]. Ce modèle expérimental permet de tester et d’affiner les technologies de sustentation et de propulsion, servant ainsi de banc d’essai pour les innovations qui seront intégrées dans les versions grandeur nature[2],[6].

- Naviplane N300 (1967) : un aéroglisseur de grande capacité conçu pour le transport maritime et terrestre. Propulsé par deux turbines Turbomeca Turmo III de 1 500 chevaux chacune, il peut atteindre une vitesse de 100 km/h (60 nœuds) et transporter de 80 à 100 passagers. Sa conception repose sur un système de sustentation comprenant huit jupes intérieures et une jupe périphérique, alimentées par quatre ventilateurs, avec la capacité de franchir des vagues de 1,50 mètre[8].Deux modèles N300 sont produits et mis en service par la SEDAM, le Baie des Anges, livré en décembre 1967, et La Croisette, en mars 1968. Ces aéroglisseurs présentent des différences, le Baie des Anges est adapté au transport de fret et La Croisette est configurée pour accueillir jusqu’à 90 passagers dans une cabine aménagée. Leur coque en alliage léger assure une flottabilité, et leur propulsion est assurée par deux hélices aériennes de 3,50 m de diamètre, offrant des déplacements rapides et efficaces sur l’eau comme sur terre[6].

- Naviplane N102 (1970) :Léger et surnommé le "taxi des côtes", cet aéroglisseur, capable de transporter jusqu'à douze passagers à une vitesse de 130 km/h, a été produit à huit exemplaires[2].
- Naviplane N500 (1977) :Long de 50 mètres, large de 23 mètres et pesant 260 tonnes, le Naviplane N500 était conçu pour transporter 400 passagers, 55 voitures et 5 bus. Propulsé par cinq turbines à gaz, il atteignait une vitesse maximale de 74 nœuds (137 km/h). Deux exemplaires furent construits, le Côte d'Argent, détruit par un incendie sur son site de construction le 3 mai 1977, et le Ingénieur Jean Bertin[10].

Parallèlement l’entreprise développe de nouveaux prototypes
- Naviplane N122 : Prototype d’aéroglisseur de course conçu pour le sport[11].
- Terraplane : Un modèle de pré-série est conçu pour des expérimentations en Afrique[11].
- Agriplane : En partenariat avec les secteurs agricoles et l’industrie automobile, une étude spécifique est menée pour développer un modèle adapté aux besoins agricoles[11].`

En 1968, alors que le N500 n'était encore qu'au stade de projet, la SEDAM nourrissait de grandes ambitions. L'entreprise envisageait déjà de développer des Naviplanes géants, d'une capacité de 4 000 à 5 000 tonnes, capables de traverser l'Atlantique en deux jours et demi.
En 1969, la SEDAM présente autorités publiques les trois prototypes du Naviplane N102. Simultanément, le capital social de l'entreprise a été rehaussé, passant de 27 961 800 francs à 37 282 400 francs.
À la fin de septembre 1972, un contrat fut conclu entre Fiat et la SEDAM. Selon cet accord, Fiat obtenait le droit exclusif, pour l'Italie, d'exploiter l'ensemble des brevets détenus par la société Bertin & Cie ainsi que la SEDAM concernant les Naviplanes. Ce droit de commercialisation s'étendait à neuf pays, incluant l'URSS, la Yougoslavie, ainsi que plusieurs nations d'Afrique et d'Amérique du Sud.

### Premières difficultés
Après les essais du N101 et des N300, achevés en 1967 et 1968, la SEDAM finalisa la conception du N500 en juin 1971. Cependant, l'entreprise entra ensuite dans une période de difficultés financières. En février 1972, ses effectifs, qui comptaient 90 employés, furent réduits de deux tiers, ne conservant qu’un groupe restreint de techniciens essentiels. En novembre 1972, un comité interministériel reconnut l'intérêt stratégique du N500, conduisant à une décision en décembre 1972, l'État décida de financer 50 % du projet sous forme de prêt remboursable en cas de succès, le reste devant être couvert par la SEDAM et des partenaires privés, soit par emprunt, soit par une augmentation de capital. Cette mesure permis de relancer l'activité de la société.

### Déménagement de l'entreprise
En 1975, la SEDAM s'installe en Gironde dans des locaux adaptés à la fabrication et à l'assemblage du Naviplane N500. Ce modèle, plus grand que le N300, vise à transporter plus de passagers et de véhicules pour des liaisons maritimes internationales. Le choix de cette région se justifie par plusieurs avantages, l’estuaire offre un plan d’eau idéal pour les tests de grands aéroglisseurs, tandis que la proximité de l’industrie aéronautique et la disponibilité d’une main-d’œuvre qualifiée, héritée des anciens chantiers navals de Bordeaux. Conçu pour être l’équivalent français du SR-N4 britannique, le N500 visait à desservir les lignes de la Manche ainsi que des trajets vers la Corse. Le premier prototype de cette nouvelle génération fut l'Aérobac BC-11. La SEDAM envisageait une forte demande pour ses aéroglisseurs de grande capacité, tels que le Naviplane N500. Selon les estimations de l’entreprise, 120 à 150 exemplaires pourraient être vendus au cours de la décennie à venir, avec des débouchés internationaux, notamment aux États-Unis, au Canada et au Japon.

### Difficultés financières
Le 3 mai 1977, un grave incident frappe les ateliers de Pauillac, entraînant la destruction totale du premier modèle du N500. Cet événement marque un tournant pour la SEDAM, de nouveau en proie à des difficultés financières. Reprise par les Chantiers Dubigeon-Normandie, l’entreprise bénéficie d’un soutien pour finaliser le second exemplaire, le N500-02 Ingénieur Jean Bertin. Sous pression, les nouveaux gestionnaires accélèrent sa construction, permettant une série d’essais incluant une trentaine de vols sur la Gironde. Finalement, le 25 novembre 1977, l’appareil quitte Pauillac pour rejoindre Boulogne-sur-Mer, où il est destiné à la société Seaspeed, filiale commune de British Rail et de la SNCF. Cette reprise a permis de sauver le projet temporairement, bien que les défis techniques et financiers persistent.
En 1982, faute de nouvelles commandes, la SEDAM cesse ses activités. Les deux Naviplane N300 ainsi que quatre naviplanes plus petits de type N102 sont alors abandonnés. Le 25 mai 1983, une vente aux enchères est organisée : un ferrailleur de Bordeaux acquiert les quatre N102, tandis que le N300-01 Baie des Anges est vendu à un restaurateur de Maubuisson, et le N300-02 La Croisette est acheté par un ferrailleur de Pauillac. Le restaurateur envisage de transformer le Baie des Anges en restaurant sur le port de Pauillac, mais ne parvient pas à obtenir les autorisations nécessaires. Finalement, les deux Naviplanes N300, restés dans le hangar, sont mis à la ferraille à la fin de l'année 1983. Par la suite, le hangar est revendu et sert temporairement pour des activités viticoles.Quant au N500, Hoverspeed, jugeant que l'aéroglisseur ne répondait pas aux spécifications requises, le retourne à la SNCF. L'appareil est alors laissé à l'abandon pendant un certain temps sur la plage de Boulogne. Finalement, le N500 Ingénieur Jean Bertin est détruit à l'hoverport de Boulogne-sur-Mer et ferraillé en octobre 1985, marquant la fin définitive de son exploitation.

### Rachat des brevets
En 1983, l’IFREMER a acquis les brevets de la société SEDAM, ouvrant la voie au développement de plusieurs projets de véhicules amphibies à coussin d'air de petit et moyen tonnage destinés à l'exportation.
En 1984, en partenariat avec la société Aéroplast, l'IFREMER a supervisé la conception d’un nouveau type d’aéroglisseur, en assumant la maîtrise d’œuvre, les calculs de performance et de structure, ainsi que les démarches réglementaires. Parallèlement, un accord de coopération avec le Canada a conduit au développement de l’Aérobac, un véhicule amphibie à sustentation mixte associant chenilles et coussin d'air, capable de transporter jusqu'à 7 tonnes à une vitesse de 40 nœuds en eau calme.

## Le système de jupes Bertin
C'est grâce à l'invention de la jupe souple que la création de la SEDAM a été rendue possible. Le système des jupes souples, basé sur une conception à jupes multiples, offre des avantages techniques en matière de stabilité et d’adaptation aux conditions maritimes.
- En roulis, une jupe comprimée augmente sa pression d’air tandis que la jupe opposée, moins sollicitée, relâche davantage d’air, créant un couple redresseur qui stabilise naturellement l’appareil.
- En tangage, face à des obstacles ou des vagues, les jupes agissent de manière progressive, la première s’écrase pour absorber l’impact, tandis que les suivantes maintiennent la portance, permettant une transition fluide. Ce système améliore l’efficacité face aux vagues par rapport aux modèles à fente périphérique.
- En cas de défaillance d’une jupe latérale, l’inclinaison reste limitée à 1 ou 2°. Enfin, l’ajout d’une jupe périphérique souple contribue à optimiser le rendement global[7].

## Exploitation commerciale
Pour accompagner la diffusion de ses appareils, la SEDAM à mis en place une infrastructure complète de soutien industriel et de services après-vente. Nommée SEDAM-Service cette structure répondait aux besoins de maintenance  et de suivi des appareils en exploitation. Cette stratégie avait aussi pour but de faire faciliter l'adoption de ses produits à une échelle internationale.

### Les débuts sur la côte d'azur
Pour gérer l'exploitation et promouvoir ses Naviplanes, la SEDAM a créé la Société des Naviplanes de la Côte d'Azur pour exploiter ses N300. Apres des essais sur l’étang de Berre une mise en service des Naviplanes est réalisée sur la Côte d’Azur. En 1970, des expérimentations d'exploitation simplifiée sont menées pour évaluer les navettes maritimes entre Saint-Raphaël et Saint-Tropez. Ces tests incluent également des baptêmes de passagers, complétés par des liaisons matinales et nocturnes entre l'aérodrome de Nice et Saint-Tropez. Le succès de la SEDAM avec le Naviplane N300 attire l’attention internationale, notamment au Canada, où des options de licences sont discutées pour développer des versions adaptées aux lacs et rivières, et en Europe, où des projets de ferries rapides pour la Corse et la Manche sont envisagés. L'expérimentation des liaisons en N300 s'achève après deux saisons.

### Diversification

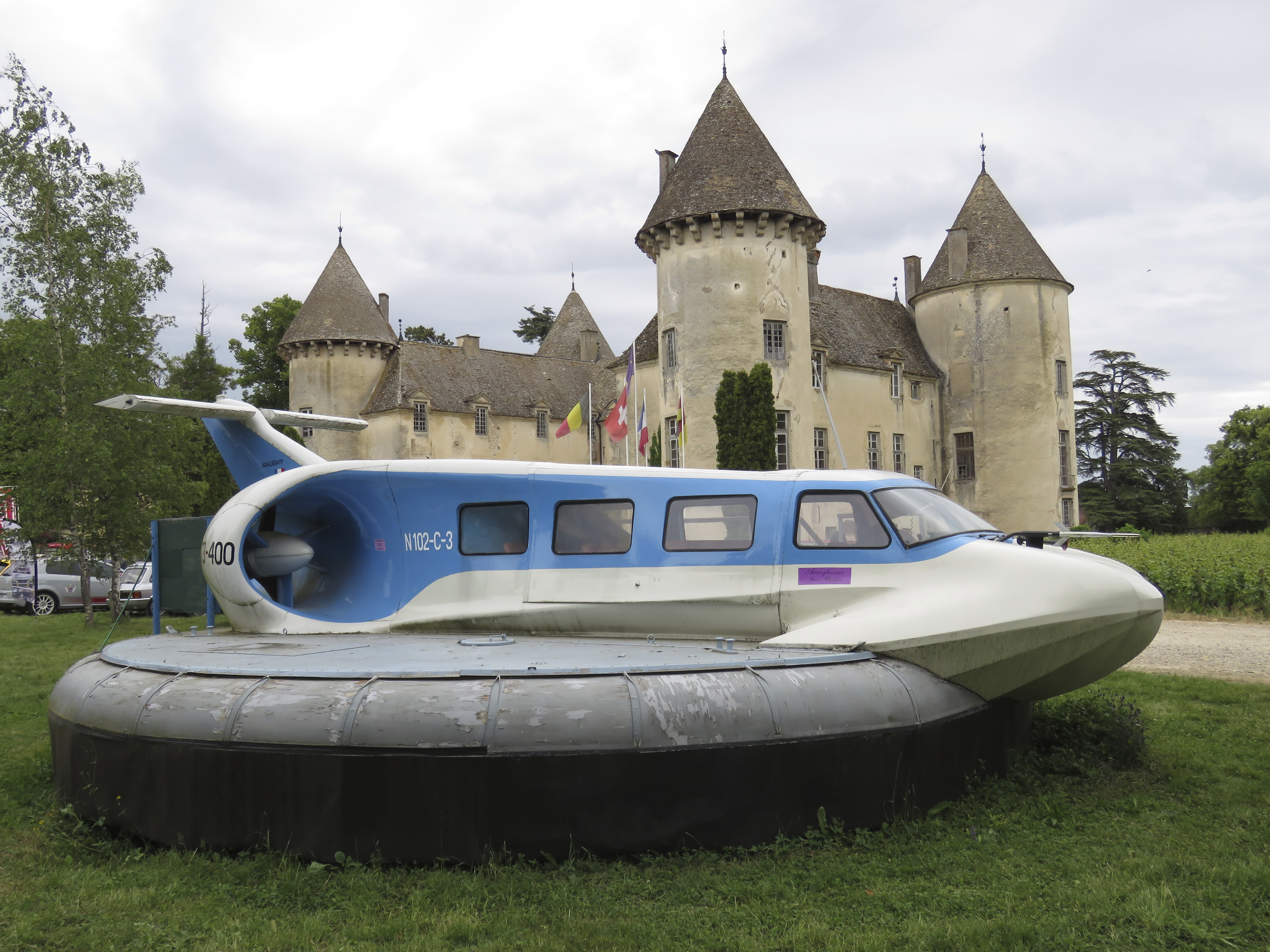
Naviplane N102 à Savigny-lès-Beaune en 2019

La SEDAM développe le N102, surnommé le "taxi des côtes", qui peut transporter jusqu'à douze passagers à une vitesse de 130 km/h et sera déployé dans diverses régions, telles que le Languedoc-Roussillon, le Bas-Rhône, le Val-de-Loire, ainsi que sur des plans d'eau et estuaires tels que le Rhône, le lac d'Evian et la Gironde,.
L'exploitation des Naviplanes N300 sur la Côte d'Azur, initialement limitée à une activité saisonnière, incite la SEDAM à élargir leur rayonnement. En 1970, l'entreprise organise une tournée de démonstration des N300 sur la côte ouest de la France afin de promouvoir leur utilisation et de renforcer leur viabilité commerciale. Cette initiative conduit à des présentations publiques au Havre et à Deauville, où l'appareil suscite un vif intérêt. Par la suite, le Naviplane est présenté à Bordeaux et sur l'estuaire de la Gironde.

### Exploitation en Gironde
Après une présentation réussie devant les élus locaux à la fin de l'année 1970, le Naviplane N300 "Baie des Anges" a commencé à assurer des traversées quotidiennes entre Blaye, Lamarque et Pauillac sur l'estuaire de la Gironde. Encouragés par ces résultats positifs, les autorités départementales ont envisagé l'acquisition d'un modèle plus grand. Ainsi, le premier exemplaire du N500, baptisé Côte d’Argent, a été commandé par le département de la Gironde pour relier les ports du Verdon-sur-Mer et de Royan. Cependant, en 1975, l'exploitation du N300 s'achève, et le département se retire également de la commande du N500, avant même que la construction du premier exemplaire ne soit achevée.

### Traversées de la Manche

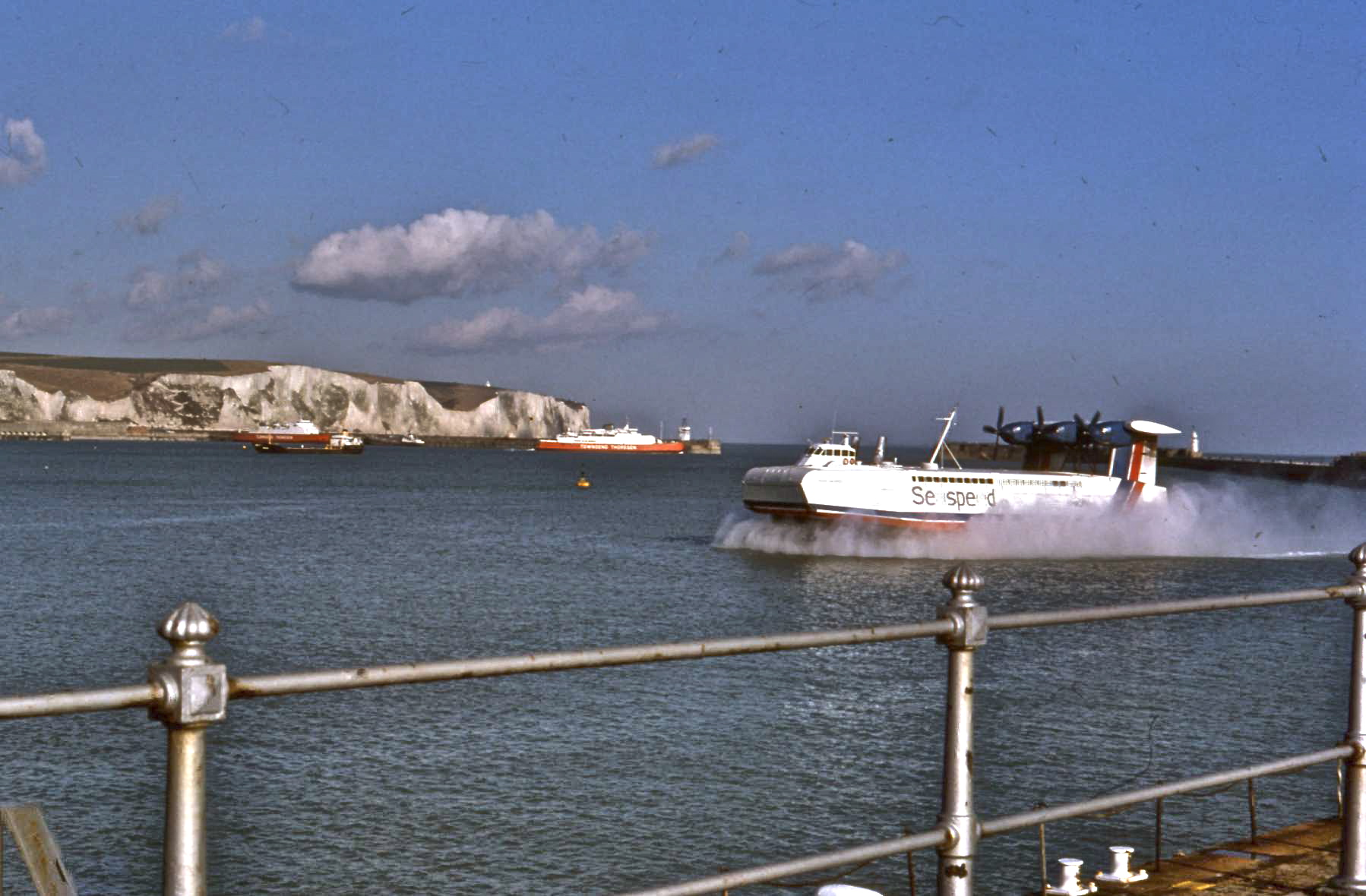
Naviplane N500 à Douvre en 1980

Le Naviplane N500 Ingénieur Jean Bertin, exploité par Seaspeed (filiale de British Rail et de la SNCF), a effectué des liaisons transmanches dès 1978, mais a rapidement rencontré des problèmes techniques et de fiabilité. Malgré une révision majeure en 1978, il a souffert de pannes récurrentes, notamment une panne totale en 1979. Ces difficultés, associées à un coût élevé et à des performances décevantes, ont dissuadé la SNCF et d'autres opérateurs comme Hoverlloyd d'investir davantage. En 1981, la SNCF abandonne son exploitation pour des raisons de rentabilité et cède l’appareil à Hoverspeed. Bien qu’il ait subi des modifications en 1982, l’aéroglisseur reste sujet à des problèmes techniques majeurs, conduisant à l'annulation de nombreuses traversées. Après une brève remise en service en 1983, il est retiré définitivement.